# فاجعه (فیلم)
فاجعه (به انگلیسی: Trainwreck) فیلمی محصول سال ۲۰۱۵ آمریکا است. این فیلم توسط جود آپاتو کارگردانی و توسط امی شومر نوشته شده‌است.

## خلاصه داستان
گوردن (کالین کویین) به دو دخترش، اِمی و کیم، می‌گوید که در حال جدا شدن از مادرشان می‌باشد. گوردن سعی می‌کند به دو دختر کوچکش این موضوع را تفهیم کند که جدایی اش از مادر بچه‌ها به این دلیل هست که تک همسری معنی ندارد و آدم‌ها باید در ارتباطات شان آزاد باشند و به یک نفر بسنده نکنند! حال سال‌ها از آن جریان می‌گذرد و اِمی (اِمی شومر) تبدیل به نویسنده جوانی شده که به اعتقادات پدرش پایبند مانده است. اِمی مشروبات الکلی زیادی مصرف می‌کند و با افراد زیادی وارد رابطه می‌شود اما هرگز به رابطه پایبند نمی‌ماند و سراغ فرد دیگری می‌رود. با اینحال وی با یک دکتر جذاب به نام آرون (بیل هیدر) آشنا می‌شود که باعث برهم ریختن معادلات ذهنی اش دربارهٔ عشق می‌شود.

## نقدی بر فیلم
« فاجعه » ویژگی‌های یک اثر کمدی ناب را در خود دارد که مهم‌ترین آن‌ها درک زمان بندی ایجاد لحظات کمیک و کیفیت اجرای آن می‌باشد . جود آپاتوف که در حال حاضر یکی از برترین کمدی سازان هالیوود است و نشان داده که می‌تواند بی ادبانه‌ترین شوخی‌ها را به یک لحظه کمدی ناب تبدیل کند، در « فاجعه » بار دیگر از تجربه‌های ارزشمند خود استفاده کرده‌است؛ با این توضیح که اینبار نویسنده خوش ذوقی به نام اِمی شیومر را در این فیلم در کنار خود داشته‌است.
شیومر سابقه ای در سینما ندارد و به نظر نمی‌رسد که علاقه‌مندان به سینما قبلاً او را دیده باشند. اما چنانچه بخواهیم در مورد " استند آپ کمدی " صحبت کنیم، اِمی شیومر یکی از بهترین‌های آمریکا و یکی از معدود زنان موفق در عرصه اجرای کمدی " استند آپ " می‌باشد که طرفداران بسیاری هم دارد. شیومر که در طنزنویسی و خلق موقعیت‌های کمدی یکی از بهترین هاست، در « فاجعه » نویسنده فیلمنامه اثر بوده‌است. فیلمنامه او و باریک بینی آپاتوف در پرورش شوخی‌های بی ادبانه، « فاجعه» را به یکی از جذاب‌ترین تجربه‌های کمدی سال مبدل کرده‌است. البته این وضعیت در بخش مخاطبین خانم می‌تواند جالب تر هم به نظر برسد چراکه فیلم رگه‌های فمینیستی زیادی نیز در خود دارد که این به دلیل فمینیست بودن اِمی شیومر می‌باشد و حالا او در فیلمنامه اش نیز این مفاهیم را به خوبی گنجانده است.

## بازیگران
- امی شومر[۳] در نقش Amy Townsend
  - Devin Fabry در نقش 9-year-old Amy
- بیل هادر[۳] در نقش Dr. Aaron Conners
- بری لارسون[۳] در نقش Kim Townsend
  - Carla Oudin در نقش 5-year-old Kim
- تیلدا سوئینتن[۳] در نقش Dianna
- کالین کوئین[۳] در نقش Gordon Townsend
- جان سینا[۳] در نقش Steven
- مایک بیربیگلیا[۳] در نقش Tom
- جون گلیسر[۳] در نقش Schultz
- ونسا بایر[۳] در نقش Nikki
- ازرا میلر[۳] در نقش Donald
- لبران جیمز[۴] در نقش himself
- Evan Brinkman در نقش Allister
- متد من[۴] در نقش Temembe
- نورمن لوید[۵] در نقش Norman
- جیم نورتون (کمدین)[۶] در نقش Carriage Driver
- دنیل ردکلیف در نقش The Dog Walker
- مریسا تومه[۷] در نقش The Dog Owner
- رندل پارک[۸] در نقش Bryson
- کیت رابینسون در نقش Guy in Back of the Theater
- دیو اتل در نقش Noam
- رابرت کلی در نقش One-Night Stand Guy
- دن سودر در نقش Dumpster Guy
- جیم فلورنتینه در نقش One-Night Stand Guy
- نیکی گلیسر در نقش Lisa[۹]
- Claudia O'Doherty در نقش Wendy[۹]
- Bridget Everett در نقش Kat[۹]
- پیت دیویدسون در نقش Dr. Conners' patient
- لزلی جونزs در نقش Angry Subway Patron
- Marv Albert در نقش خودش
- کریس اورت در نقش خودش
- متیو برودریک در نقش خودش
- Tony Romo در نقش خودش
- آماری استاودمایر در نقش خودش
- کایل دانیگان در نقش خودش